# David Livingstone

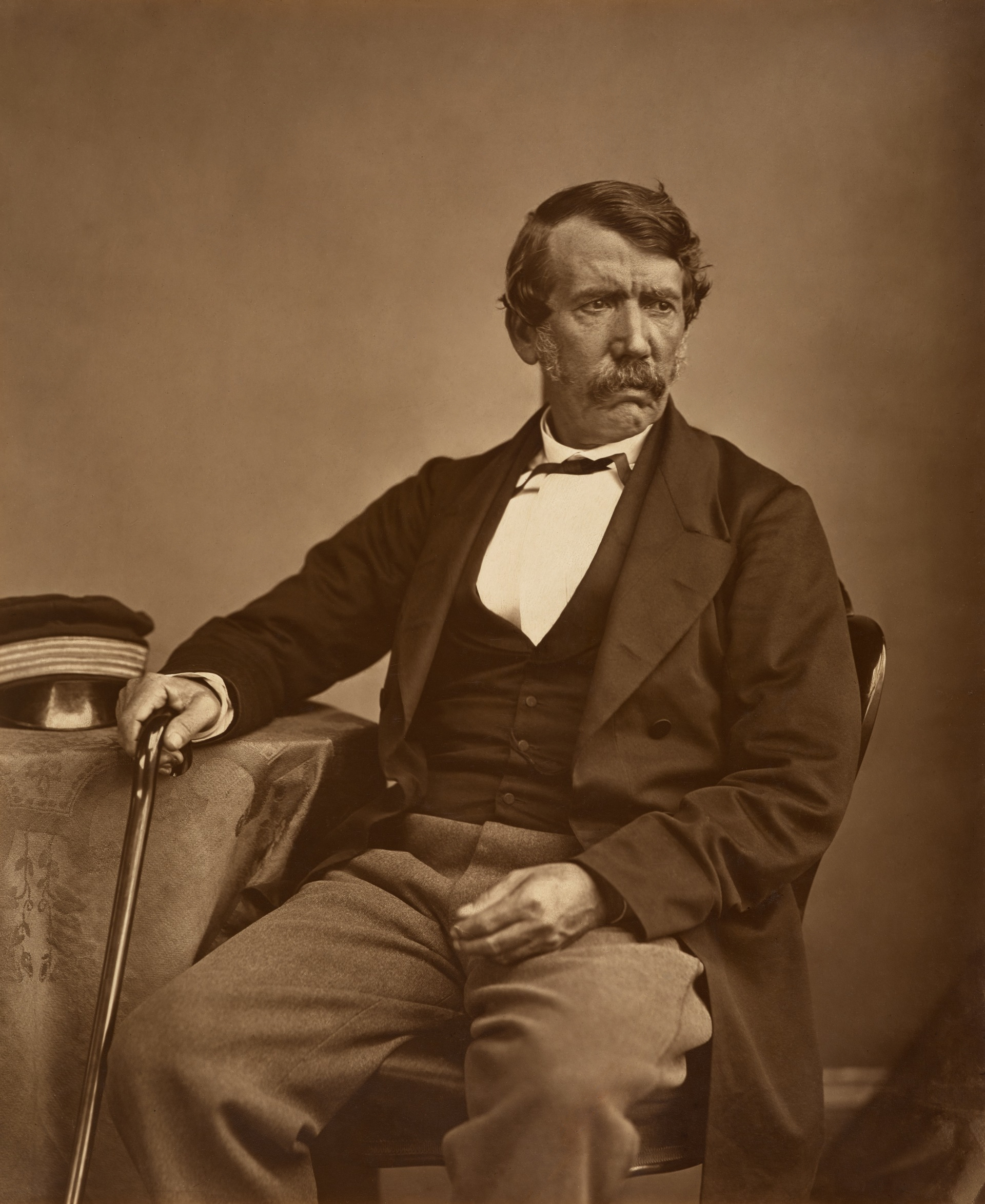
David Livingstone (1864)

David Livingstone (* 19. März 1813 in Blantyre bei Glasgow; † 1. Mai 1873 in Chitambo am Bangweulusee) war ein schottischer Missionar und ein Afrikaforscher. Er gilt als Entdecker der Viktoriafälle.

## Leben
Der Kongregationalist Livingstone war erst Baumwollspinner; daneben beschäftigte er sich mit Medizin und Theologie. Inspiriert von der Arbeit und den Erzählungen des Missionars Robert Moffat ging Livingstone 1840 im Dienste der Londoner Missionsgesellschaft als Missionar nach Südafrika. Seine Strategie war Commerce, Civilisation and Christianity („Handel, Zivilisation und Christentum“). Am 2. Januar 1845 heiratete er Mary Moffat, eine Tochter von Robert Moffat.

### Forschungsreisen

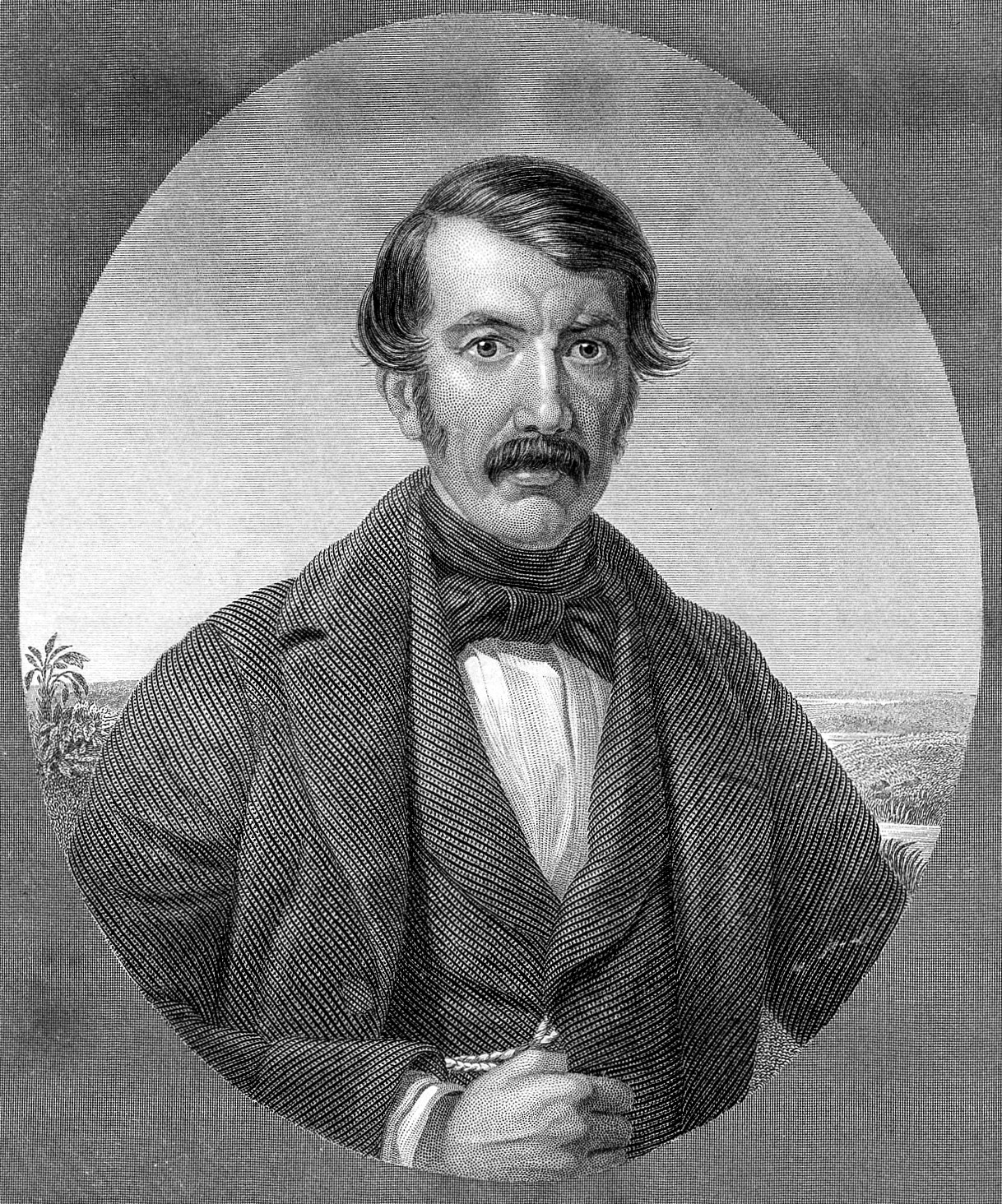
David Livingstone

1849 durchwanderte er von der Missionsstation Kolobeng im Betschuanaland aus die Wüste Kalahari bis zum Ngamisee. Um 1850 lebte er in Sangwali in der heutigen Region Sambesi in Namibia. Auf einer Reise 1851 erreichte er den Oberlauf des Sambesi. Seine Frau und Kinder brachte er nach Kapstadt, von wo sie am 23. April 1852 auf einem Segelschiff nach England reisten. 1853 bis 1856 durchquerte er ganz Südafrika vom Sambesi bis Loanda (Luanda) und zurück bis Quelimane. Dabei entdeckte er im November 1855 für Europa die Victoriafälle des Sambesi. In die Heimat zurückgekehrt, gab er Missionary travels and researches in South Africa heraus (London 1857, 2 Bände; neue Ausgabe 1875; deutsch, Leipzig 1859, 2 Bände).
Im März 1858 begab er sich im Auftrag der britischen Regierung mit seinem Bruder Charles Livingstone und fünf anderen Europäern (darunter John Kirk und der Maler Thomas Baines) wiederum nach Quelimane und in das Gebiet des Sambesi. Er verfolgte den Shire, einen Nebenfluss am Unterlauf des Sambesi, bis zu seinem Ursprung aus dem Malawisee (früher: Njassasee), bei dem er am 16. September 1859 anlangte, und entdeckte in der Nähe den Chilwa-See (Schirwasee). Auch folgte er zweimal dem Rovuma eine Strecke weit aufwärts. Seine Frau Mary stieß an der Mündung des Sambesi zu ihm, erkrankte aber bald darauf an Malaria und starb am 27. April 1862. Sein eigentliches Ziel, dem Sklavenhandel entgegenzuarbeiten und besonders die einheimische Bevölkerung für den Landbau und die Baumwollkultur zu gewinnen, konnte Livingstone nicht erreichen. Daher kehrte er 1864 nach Großbritannien zurück. Er veröffentlichte dort zusammen mit seinem Bruder die Narrative of an expedition to the Zambesi and its tributaries (Lond. 1865; deutsch, Jena 1865–1866, 2 Bände).
Im Herbst 1865 schiffte er sich von Neuem ein und landete im Januar 1866 in Sansibar. Am 24. März 1866 begann er von Mikindani aus seine letzte Forschungsreise. Kurze Zeit darauf wurde das Gerücht verbreitet, er sei erschlagen worden; eine ihm nachgesandte Expedition überzeugte sich indes bald von der Haltlosigkeit dieses Gerüchts. Livingstone war den Rovuma hinauf zum Malawisee gereist, umging dessen Südufer, überschritt den schon von den Portugiesen entdeckten Chambeshi, einen der Quellflüsse des Kongo, gelangte im April 1867 an das Südende des Tanganjikasees und erreichte im April 1868 den Moerosee, nachdem er zuvor dessen Ausfluss entdeckt hatte, den Lualaba. Im Mai 1868 kam er zum Cazembe, durchreiste dann dessen Gebiet nach Süden und entdeckte am 18. Juli den Bangweolosee. Von dort wandte er sich nach Norden und gelangte am 14. März 1869 erkrankt nach Ujiji am Tanganjikasee, wo er bis Juli 1869 verweilte.

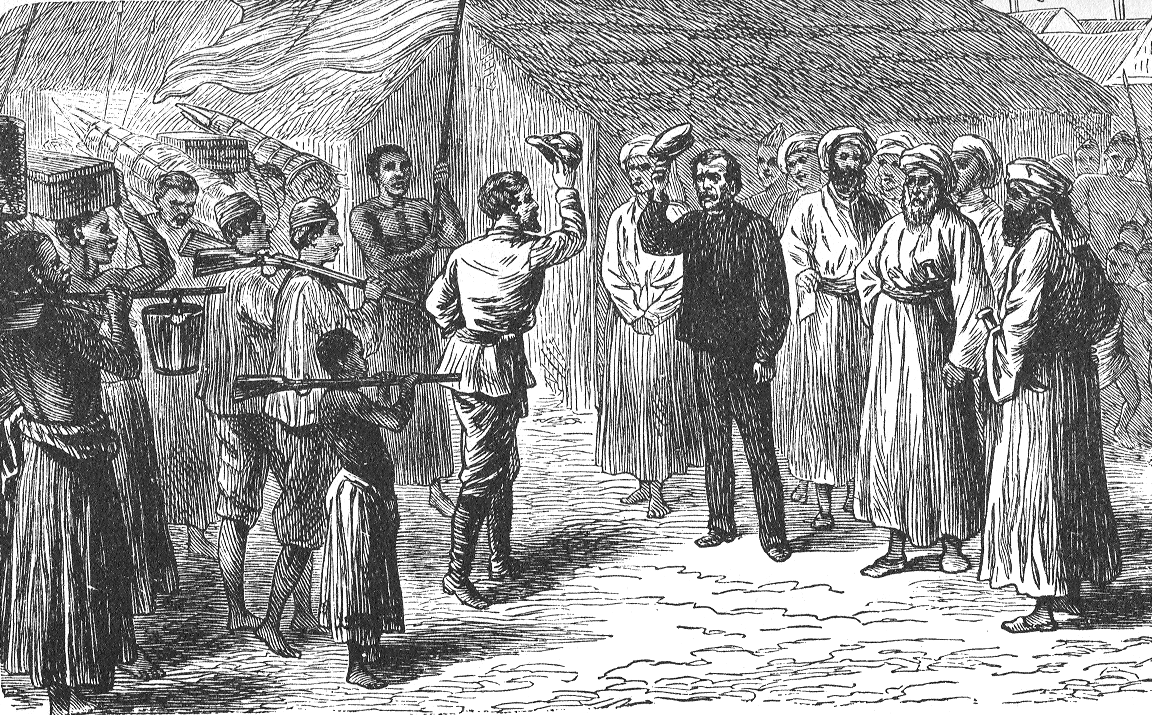
Zeitgenössische Illustration des Treffens von Stanley und Livingstone

1871 erlebte Livingstone auf dem Marktplatz von Njangwe mit rund 1500 Menschen, wie arabische Sklavenhändler mitten in die Menge preschten. Sie hatten zuvor das Dorf umstellt. Viele Einheimische wurden von den Arabern abgeführt, 400 Menschen kamen um und 27 Dörfer wurden niedergebrannt. Livingstone war empört und trennte sich von den Arabern.
Er erforschte dann das Manyemaland westlich davon, von wo er am 23. Oktober 1871 abgemagert und entkräftet nach Ujiji zurückkehrte. Henry Morton Stanley, der von James Bennett in New York zur Auffindung des seit 1869 als verschollen geltenden Reisenden ausgesandt worden war, traf am 10. November 1871 Livingstone in Ujiji krank an und begrüßte ihn mit den legendären Worten “Dr. Livingstone, I presume?” („Doktor Livingstone, nehme ich an?“). Mit Stanley erforschte Livingstone nun im Dezember 1871 das Nordende des Tanganjika und begleitete Stanley bis Unyanjembe.

### Tod
Trotz seiner angegriffenen Gesundheit wollte Livingstone im Inneren Afrikas bleiben und weiter nach den Nilquellen suchen. Nachdem er bis Ende August 1872 sechs Monate in Unyanjembe auf neue Mittel gewartet hatte, brach er in die Gegend auf, in der er die Quellen des Nils vermutete. Livingstone ging am Ostufer des Tanganjika hinab, dann um dessen Südende in das Land des Cazembe und umwanderte die östliche Hälfte des Bangweulu-Sees. Er wurde krank und körperlich immer schwächer. Zuletzt musste er auf dem Marsch in einer Hängematte getragen werden. Am 1. Mai 1873 starb er in Ilala am Südufer des Bangweulu an Ruhr.
Die von den Briten zur Unterstützung von Livingstone ausgesandte Expedition unter Veney Cameron kam zu spät. Sie  war dann aber Veranlassung zu der ersten Durchquerung Afrikas von Osten nach Westen.
Um den Ausspruch Livingstones „Mein Herz ist in Afrika“ zu verdeutlichen, entnahmen seine treuen Weggefährten Susi und Chuma, ein von Livingstone befreiter Sklave, seinem Körper das Herz und begruben es unter einem Baum. Dieser wird in verschiedenen Quellen einmal als ein Mvula-Baum (Milicia excelsia) oder als ein Afrikanischer Affenbrotbaum (Baobab) beschrieben. Heute steht dort ein Denkmal. Susi und Chuma balsamierten seine Leiche ein und trugen sie unter großen Gefahren und Mühseligkeiten bis an die Ostküste; von dort aus wurde sie nach Großbritannien eingeschifft, wo sie am 18. April 1874 in der Westminster Abbey zu London beigesetzt wurde.
Auf seinem Grabstein steht:

“Brought by faithful hands over land and sea, here rests David Livingstone, missionary, traveler, philanthropist, born March 19, 1813, at Blantyre, Lanarkshire, died May 1, 1873, at Chitambo’s village, Ulala. […] Other sheep I have which are not of this fold; them also I must bring (John 10:16 ).”

„Hergebracht von treuen Händen über Land und Meer ruht hier David Livingstone, Missionar, Reisender, Philanthrop, geboren am 19. März 1813 in Blantyre, Lanarkshire, gestorben am 1. Mai 1873 in Chitambo, Ulala. […] Und ich habe noch andere Schafe, die sind nicht aus diesem Stall; auch sie muss ich herführen (Johannes 10:16 ).“

Die gleichfalls geretteten Tagebücher und Karten von den Reisen in seinen letzten acht Lebensjahren wurden von Horace Waller unter dem Titel The last Journals of David Livingstone in Central Africa from 1865 to his death 1874 in London, auf Deutsch 1875 in Hamburg herausgegeben.

## Mitgliedschaften
1858 wurde Livingstone zum Mitglied (Fellow) der Royal Society gewählt. 1869 wurde er als korrespondierendes Mitglied in die Académie des sciences aufgenommen.

## Nachleben

### Namensgeber
Nach Livingstone wurden benannt:

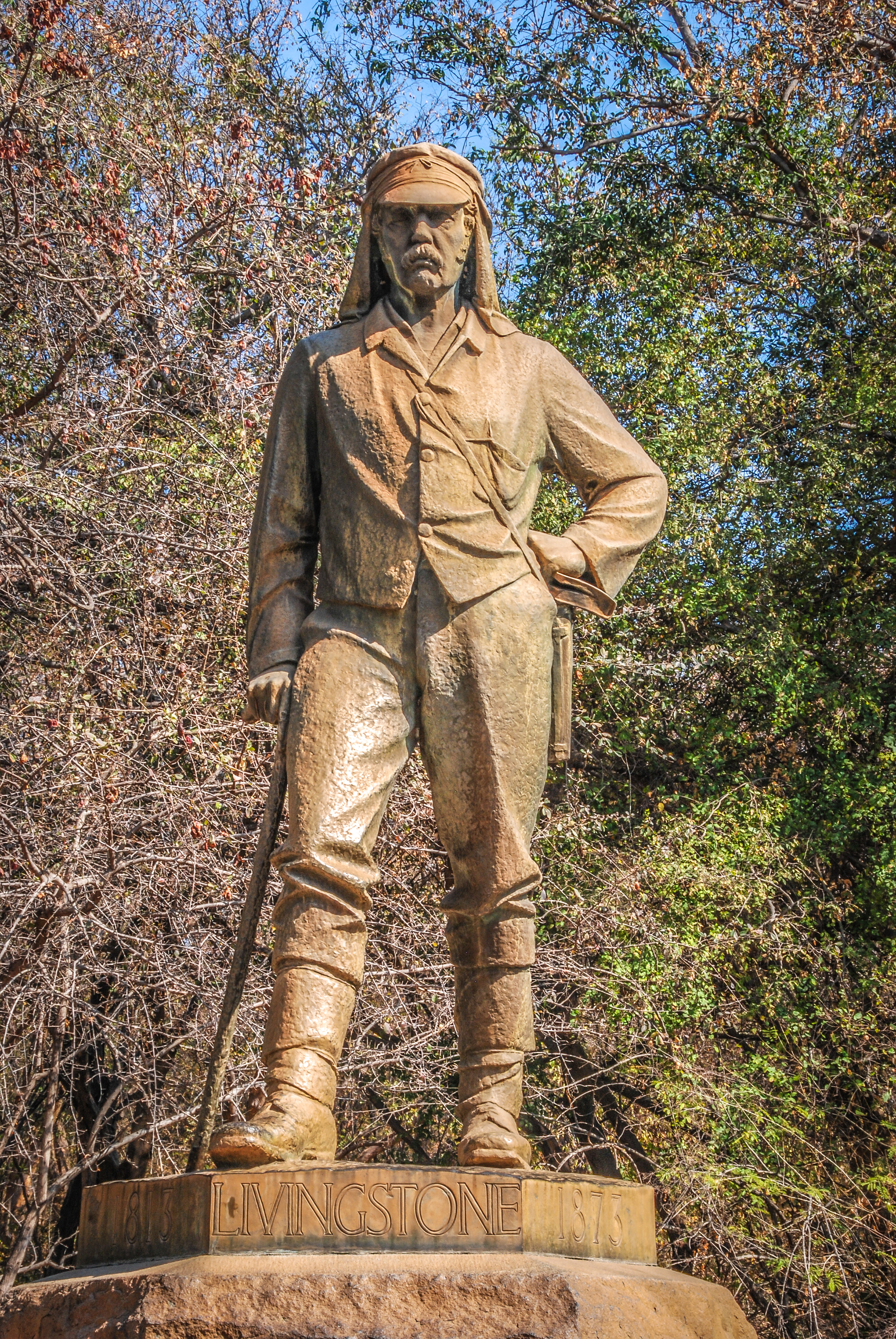
Denkmal in Victoria Falls, Simbabwe

- die Stadt Livingstone am Nordufer des Sambesi im heutigen Sambia
- der Ort Livingstonia im Norden von Malawi
- die Livingstone-Berge im Süden von Tansania
- die Livingstonefälle, Stromschnellen im  Fluss Kongo

### Gedenktag
Die Evangelische Kirche in Deutschland erinnert mit einem Gedenktag am 30. April im Evangelischen Namenkalender an David Livingstone. (Zum evangelischen Erinnern an Glaubenszeugen siehe Confessio Augustana, Artikel 21.)

### Musik
Die britische Rockband The Moody Blues veröffentlichte 1968 den Titel „Dr. Livingstone, I Presume“ auf ihrem Album In Search of the Lost Chord. Die schwedische Popgruppe ABBA ehrte ihn im Jahr 1974 mit dem Lied „What about Livingstone?“ auf ihrem zweiten Album Waterloo.
Ken Roccard schrieb für Blasorchester das Stück Livingstone, Negro Rhythms.

### Film
- Stanley and Livingstone (1939) – Regie: Henry King, Darsteller: Sir Cedric Hardwicke (Livingstone), Spencer Tracy (Stanley)
- Forbidden Territory: Stanley's Search for Livingstone (1997) – Regie: Simon Langton, Darsteller: Nigel Hawthorne (Livingstone), Aidan Quinn (Stanley)

### Museen
- Livingstone Museum, Livingstone, Sambia
- Livingstone Museum, Sangwali, Namibia[3]

## Schriften
- Missionsreisen und Forschungen in Südafrika. Deutsche Ausgabe in zwei Bänden. Verlag Hermann Costenoble, Leipzig 1858.
Der Textauszug Die Entdeckung der Viktoria-Fälle des Sambesi ist mit einer Kurzbiografie erschienen in: Johannes Paul (Hrsg.): Von Grönland bis Lambarene. Reisebeschreibungen christlicher Missionare aus drei Jahrhunderten. Evangelische Verlagsanstalt, Berlin 1952, DNB 453715524, S. 74–82. = Kreuz-Verlag, Stuttgart 1958, DNB 453715540, S. 70–78.
- „Die Erschließung des dunklen Erdteils“. Reisetagebücher 1866–1873 bis zu seinem Tod. traveldiary history, SDS Verlag, Hamburg/Norderstedt 2006, ISBN 978-3-935959-00-1.